# Synagoga w Brzezinach
Synagoga w Brzezinach – nieistniejąca synagoga znajdująca się w Brzezinach przy ulicy Berka Joselewicza, dawnej Żydowskiej. Była uważana za jedną z najpiękniejszych synagog środkowej Polski.

## Historia
Komitet budowy synagogi powstał w 1885 roku i zakładał jej budowę na miejscu starszej bożnicy. W 1893 roku zakończono budowę synagogi, której projekt wykonał łódzki architekt Ignacy Markiewicz.
W synagodze znajdowało się 10 dużych zwojów Tory i 300 płatnych miejsc siedzących. W bożnicy działał chór składający się z 30 chłopców oraz kilku dorosłych mężczyzn.
Podczas II wojny światowej, w 9 listopada 1939 roku Niemcy podpalili synagogę, oskarżając o ten czyn rabina Zelmona Borensztajna. W 1940 roku zniszczona synagoga została z czterech rogów podminowana i wysadzona w powietrze. Po zakończeniu wojny, w 1954 roku zwał gruzu po synagodze został usunięty, a plac po niej, decyzją władz miejskich został zamieniony na zieleniec. Obecnie w miejscu synagogi znajduje się skład budowlany.
Do dziś przetrwały kawałki trzech małych zwojów Tory oraz połowa jednego dużego zwoju, które przechowywane są w Muzeum Regionalnym w Brzezinach.

## Architektura
Murowany i orientowany budynek synagogi wzniesiono na planie kwadratu, w stylu neoromańsko-mauretańskim. Wejście znajdowało się od strony północnej. Główna sala modlitewna była podzielona na trzy nawy, na wschodniej ścianie znajdował się bogato zdobiony Aron ha-kodesz.
Większość detali była w stylu neoromańskim, jednak narożniki ozdobione były wieżyczkami z mauretańskimi kopułkami na szczytach.